# Glenoleon dissolutus
Glenoleon dissolutus is een insect uit de familie van de mierenleeuwen (Myrmeleontidae), die tot de orde netvleugeligen (Neuroptera) behoort. 
Glenoleon dissolutus is voor het eerst wetenschappelijk beschreven door Gerstäcker in 1885.